# Shahrestān-e Nekā
Shahrestān-e Nekā (persiska: شهرستان نكا, نكا) är en delprovins (shahrestan) i Iran.   Den ligger i provinsen Mazandaran, i den norra delen av landet, 210 km öster om huvudstaden Teheran.
Delprovinsen hade 119 511 invånare 2016.